# کاوهاوا
کاوهاوا (به لاتین: Kauhava) یک شهرک در فنلاند است که در اوستروبوتنیای جنوبی واقع شده‌است. این شهرک در سال ۲۰۱۷ میلادی ۱۶٬۳۷۴ نفر جمعیت داشته‌است.

## خواهرخوانده
شهر بخش ویمربی خواهرخواندهٔ کاوهاوا هست.